# Tarpan
Der Tarpan (Equus ferus) ist eine im 18. und 19. Jahrhundert ausgerottete Art aus der Gattung der Pferde. Er wird häufig als westliche Form der einst in Eurasien verbreiteten Wildpferde angesehen. Genetische Studien weisen ihn aber als Mischung aus westeurasischen Wildpferden und der Linie des heutigen Hauspferdes aus. Aufzeichnungen über den Pferdevertreter reichen möglicherweise bis in die Antike zurück. Weit bekannt wurde er aber erst im Verlauf des 18. Jahrhunderts durch mehrere Forschungsreisende, die die Tiere bei ihren Expeditionen durch Osteuropa beobachteten. Hervorzuheben sind hier die Berichte von Samuel Gottlieb Gmelin und Peter Simon Pallas. Als mehrfach wiederkehrende Beschreibungsmerkmale können ein großer Kopf, spitze Ohren, ein graufarbenes Körperfell und eine krause oder struppige Mähne genannt werden, wobei bei letzterer diskutiert wird, ob diese als Hänge- oder Stehmähne ausgebildet war. Häufig wird auch die kleine Statur des Tarpans hervorgehoben. Das Verbreitungsgebiet reichte etwa vom Ural westwärts über die russischen Steppenlandschaften bis nach Mittel- und Westeuropa, wo die Tiere auch Waldgebiete bewohnten. Das Vorkommen des Tarpans sowohl in den offenen wie auch geschlossenen Landschaftsräumen veranlasste einige Wissenschaftler, einen „Steppentarpan“ und einen „Waldtarpan“ zu unterscheiden, die auch äußerlich und anatomisch Abweichungen voneinander aufgewiesen haben sollen. Die Aufteilung des Tarpans in zwei Unterarten ist aber nicht allgemein anerkannt.
Ähnlich dem äußeren Erscheinungsbild ist auch die Lebensweise des Tarpans nur über historische Berichte greifbar. Er lebte vergleichbar dem Hauspferd in Herden aus weiblichen Tieren mit ihrem Nachwuchs, die von einem Hengst angeführt wurden. Dieser vertrieb konkurrenzfähige männliche Jungtiere aus seiner Gruppe. Vermutlich streiften die Herden über größere Gebiete umher. In mehreren Überlieferungen wird ausgesagt, dass der Tarpan Heuballen der lokalen Bauern fraß und außerdem Hauspferdstuten in seine Herden trieb. Dies führte vermutlich zu Konflikten mit der örtlichen Bevölkerung. Verbunden mit einer Jagd auf die Pferde als Nahrungsressource liegen hier wahrscheinlich die Gründe für das Aussterben des Tarpans. In West- und Mitteleuropa verschwand er möglicherweise schon im Verlauf des Mittelalters oder der frühen Neuzeit. In Osteuropa hielt sich die Art am längsten. Der letzte freilebende waldbewohnende Tarpan wurde um 1814 erlegt, der letzte steppenbewohnende um 1879. Einige Zooexemplare überlebten noch etwas länger.
Die Art wurde im Jahr 1785 wissenschaftlich eingeführt, basierend auf einzelnen zeitgenössischen Berichten aus den osteuropäischen Gebieten. Teilweise wird angenommen, dass zumindest der Tarpan der späten Zeit stärker mit dem Hauspferd vermischt war. Der Grad dieser Vermischung ist aber ungewiss. Auch führen einige historische Angaben oder Skelettmerkmale zu der Annahme, dass verschiedene ursprüngliche Hauspferdrassen wie das Konik oder das Exmoor-Pony direkte Nachfahren des Tarpans seien. Bisher konnte diese Vermutung nicht untermauert werden. Auch die Beteiligung des Tarpans am Domestikationsprozess des Hauspferdes an sich, der sich vor 6000 bis 5000 Jahren vollzog, ist uneindeutig, genetische Befunde widersprechen dem. Das Przewalski-Pferd, das im Verlauf des 20. Jahrhunderts verschiedentlich mit dem Tarpan zusammen in einer Art geführt wurde, ist wiederum genetischen Untersuchungen zufolge kein direkter Verwandter des Tarpans.

## Der Begriff Tarpan
Der Begriff „Tarpan“ stammt aus dem tatarischen Volksmund und bezeichnete in der südrussischen Steppe des 18. bis 20. Jahrhunderts sowohl vermeintliche Wildpferde als auch verwilderte Hauspferde und deren Hybride sowie dort vorkommende Wildesel. Die erste verbürgte Nennung der Bezeichnung „Tarpan“ geht auf den russischen Geographen Pjotr Iwanowitsch Rytschkow aus dem Jahr 1762 zurück. In seinem Werk zur Umgebung von Orenburg im südlichen Russland setzte er den Tarpan (тарпан) vom Kulan (кулан) ab, die beide die Steppengebiete bewohnten, und stellte sie zu den Pferden (кони). Ob die ursprünglich als Tarpan bezeichneten freilebenden Pferde der südrussischen Steppe nun echte Wildpferde, verwilderte Hauspferde oder deren Hybride darstellten, ist unklar. Nachträglich wurde der Begriff auch auf Pferdepopulationen ausgedehnt, welche zu Lebzeiten niemals Tarpan genannt wurden, so wie etwa die Pferde des Wildparks bei Zamość. Heute wird der Begriff oft für die westeurasische Wildpferdform verwendet, obwohl die Einstufung des ursprünglichen Tarpan als Wildpferd bereits unter zeitgenössischen Autoren wie etwa Peter Simon Pallas in der zweiten Hälfte des 18. Jahrhunderts umstritten war und auch die Entstehung der Form höchstwahrscheinlich auf eine Hybridisierung zwischen Haus- und Wildpferden zurückgeht.

## Merkmale

### Habitus

Der Tarpan nach Samuel Gottlieb Gmelin 1770

Der Tarpan nach Peter Simon Pallas 1776

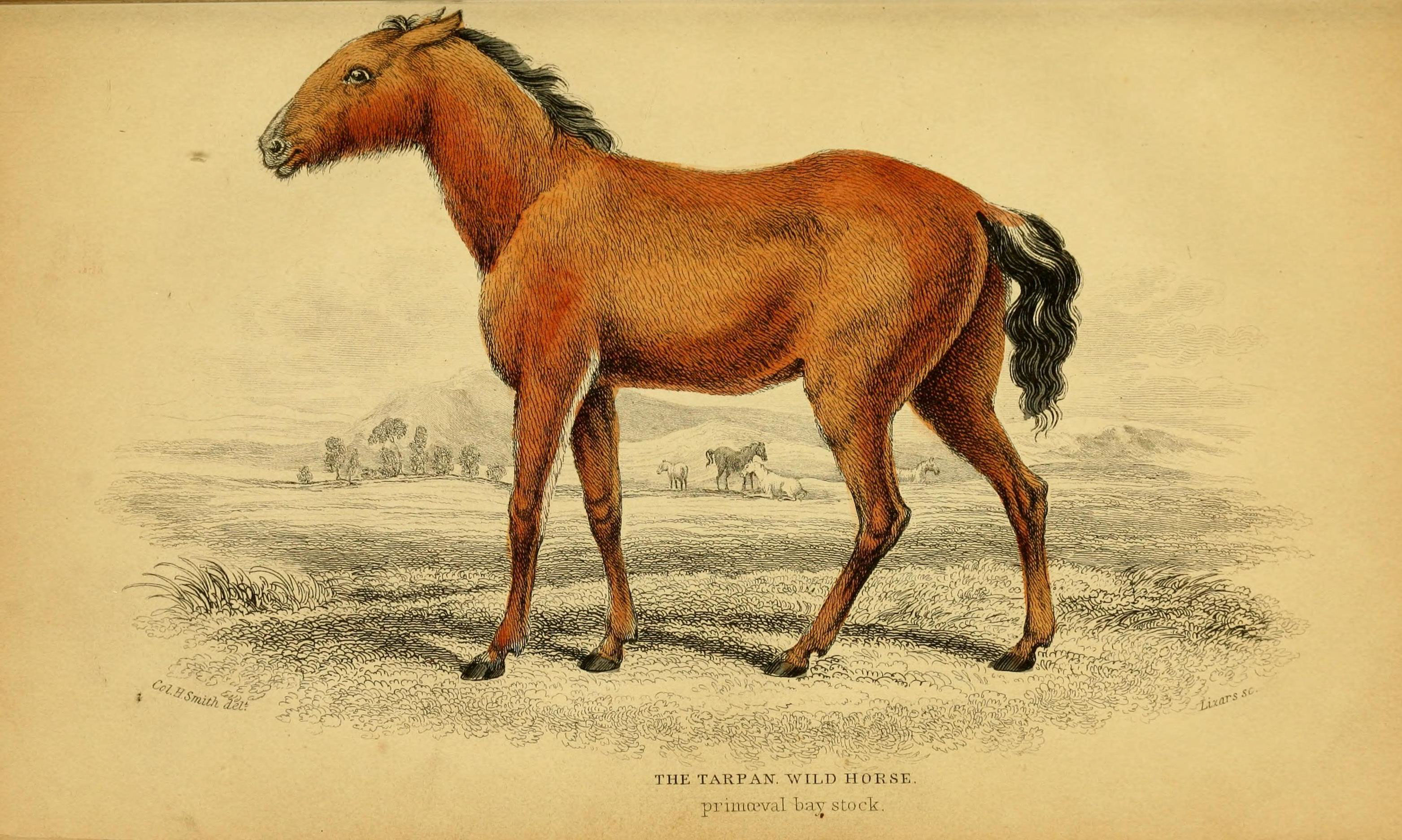
Der Tarpan nach Charles Hamilton Smith 1841

Größe und Aussehen des Tarpans lassen sich über historische Berichte relativ gut rekonstruieren. Es finden sich aber nur wenige absolute Maßangaben, einige wurden von Individuen aus dem 19. beziehungsweise frühen 20. Jahrhundert gewonnen. Für das im Jahr 1918 in Dubrowka bei Poltawa gestorbene und womöglich letzte Exemplar liegen die Maße der Schulterhöhe zwischen 140 und 145 cm. Beim Konik – sofern es ein direkter Abkömmling des Tarpans ist – beträgt zum Vergleich die Schulterhöhe nach Untersuchungen von 119 Individuen für männliche Tiere durchschnittlich 129,4 cm und für weibliche 128 cm. Demnach war der Tarpan ein eher mittelgroßes Pferd. Dies kann durch zahlreiche Angaben aus historischen Überlieferungen untermauert werden. Samuel Gottlieb Gmelin unter anderem hatte die Pferde im Jahr 1770 bei Woronesch beobachtet. Nach seinen umfangreichen Ausführungen entsprachen die Tiere kleinen russischen Hauspferden, hatten aber einen großen Kopf und lange spitze Ohren, die fast an die eines Esels erinnerten. Des Weiteren besaßen sie eine kurze, krausige Mähne und kürzere Schwanzhaare als das Hauspferd. Das Fell war dicht und am Rücken grau, auf dem Bauch aber heller gefärbt. Die Beine wiederum zeigten nach Gmelin in der unteren Hälfte eine dunkle Färbung. Ähnlich drückt sich kurz darauf auch Peter Simon Pallas aus. Pallas erwähnt den Tarpan mehrfach in seinen Reisebeschreibungen, so 1771 und 1776, auf den er an der Wolga traf. Er vermerkt seine Größe als ähnlich zu einem kleinen russischen Pferd. Nach seinen Beobachtungen war der Kopf groß und dick, die Ohren hatten eine zugespitzte Form und die Mähne zeigte sich kurz und kraushaarig, ebenso der Schwanz. Hauptsächlich kamen fahl braune Tiere vor, deren Gliedmaßen aber im Unterschied zu Gmelins Darstellung heller waren. Selten traten hingegen dunkelbraune, schwarze oder grauschimmelige Individuen auf, gescheckte kämen nach Pallas gar nicht vor. Ein weiterer, recht ausführlicher Bericht stammt von Belsazar Hacquet, der um 1760 die Pferde aus dem Tierpark bei Zamość beobachtet hatte und sie als klein und schwarzbräunlich gefärbt beschreibt. Der Kopf sei groß und dick, an der dunklen Mähne und am Schwanz würden nur kurze Haare wachsen und männliche Tiere trügen einen „Bart“. Charles Hamilton Smith gibt im Jahr 1841 an, dass der Tarpan nicht größer als ein gewöhnlicher Hausesel sei. Auch er bemerkt wie Gmelin das graue Körperfell, weist aber zusätzlich auf hellbraune sowie isabellfarbene Tiere hin. Darüber hinausgehende Informationen finden sich in den langen oder kurzen und hoch am Schädel ansetzenden Ohren und in den kleinen Augen. Außerdem vermerkt Hamilton Smith einen Fellwechsel mit einem kurzen Sommer- und einem dichten, langen Winterhaarkleid.
Nach Auffassung einiger Wissenschaftler bestanden bezüglich der Fellfärbung regionale Unterschiede. Der Tarpan in seinem Verbreitungsgebiet westlich der Wolga war diesen zufolge eher mausgrau getönt. Für die Tiere östlich der Wolga bis zum Ural wird eine Mischform aus grau und gelblich braun angenommen. Östlich des Urals waren dann vor allem gelblich bis rötlich braune Tiere verbreitet. Inwiefern sich aber die historischen Berichte über osturalische Wildpferde tatsächlich auf den Tarpan beziehen, ist unklar. Möglich wäre hier eine Überschneidung oder Verwechslung mit dem Przewalski-Pferd (Equus przewalskii), was durch Aussagen von Hamilton Smith 1841 gestützt wird. Hamilton Smith bildete in seiner Publikation einen Tarpan ab, der seiner Meinung nach eine eher ursprüngliche Version der Tiere repräsentiert. Für den Tarpan aus dem Białowieża-Waldgebiet hebt Julius von den Brinken die generell graue Färbung hervor und weist zusätzlich einen Aalstrich auf dem Rücken aus. Beschreibungen ähnlich gestalteter Wildpferde – also graufarben mit dunklem Aalstrich, dunkler Mähne und dunklem Schwanz – reichen bis in das Mittelalter zurück und stammen unter anderem aus Aufzeichnungen von Albertus Magnus aus dem 12. Jahrhundert über Tiere auf damals deutschem Gebiet oder von Anton Schneeberger aus dem 16. Jahrhundert über preußische Wildpferde. Inwiefern sie sich aber auf den Tarpan beziehen, bleibt unklar. Bisher nicht eindeutig beantwortet ist die Frage, ob der Tarpan eine Steh- oder Hängemähne besaß, da die zahlreichen Berichte hier ein uneinheitliches Bild vermitteln. Zebras und Wildesel verfügen über eine Stehmähne, gleiches gilt für das Przewalski-Pferd. Bei letzterem kann die Stehmähne aber im Übergang vom Sommer- zum Winterfell auch teils hängen. Eine hängende Mähne ist für einen 1866 in den Zagradov-Steppen bei Cherson auf der Halbinsel Krim gefangenen Tarpan (der sogenannte Cherson- oder Shatilov-Tarpan) belegt und findet sich zudem, wenn auch nicht ganz so extrem ausgebildet, beim Dubrowka-Individuum wieder.
Die historischen Berichte und Beschreibungen weisen für den europäischen Tarpan somit ein häufig „graufarbenes“ Fell aus, wobei in einzelnen Fällen unklar bleibt, ob eine mausgraue oder mausbraune Färbung gemeint ist. Genetische Untersuchungen liegen für den historisch verbürgten Tarpan bisher nicht vor. Für einige Wildpferde des ausgehenden Pleistozäns und des Unteren Holozäns mit iberischer und sibirischer Verbreitung ließ sich hingegen die Fellfarbe genetisch bestimmen. Demnach bestanden verschiedenste Farbvariationen, von denen am häufigsten aber braun auftrat, während eine schwarze Fellfarbe zwar genotypisch nachweisbar ist, aber gegenüber der braunen Farbe in der Minderzahl blieb. Jedoch traten zudem Tigerschecken, also „leopardfleckige“ Tiere, auf. Alle Farbvariationen sind auch auf den bildlichen Darstellungen von Wildpferden in den westeuropäischen Höhlenmalereien des Jungpaläolithikums vertreten. Die gleichen Fellfarben bestanden bei den frühesten Hauspferden des Mittleren Holozäns, relativ früh bildeten sich dann fuchsfarbene Formen heraus, während falbe Tiere, also mit aufgehellter Grundfarbe, wohl erst später nachweisbar sind. Allerdings ist es wahrscheinlich, dass hellere Grundtöne bereits bei Wildpferden vorkamen, da diese unter anderem auch bei Wildeseln anzutreffen sind. Dies mag vor dem Hintergrund annehmbar sein, dass hellere Farbgebungen für steppenartige Habitate vorteilhafter sind, während dunklere besseren Schutz in bewaldeten Gebieten geben.

### Schädel- und Gebissmerkmale
Laut Aussagen von Wladimir Georgijewitsch Heptner liegt trotz der einst weiten Verbreitung des Tarpans nur wenig osteologisches Material vor. So waren in den 1960er Jahren in Europa und im westlichen Asien nur zwei Skelettexemplare in Museen präsent. Anhand der überlieferten Schädel lässt sich für diesen eine durchschnittliche Länge von 47,9 cm feststellen, die Breite beläuft sich auf Höhe der Orbita auf 20,6 cm. Das Rostrum wurde im Bereich der Schneidezähne rund 7 cm breit. Das Diastema, welches den vorderen vom hinteren Gebissabschnitt trennt, dehnte sich über gut 9,2 cm aus.

## Verbreitung
Das tatsächliche Verbreitungsgebiet des Tarpans ist nicht genau bekannt. Laut den historischen Darstellungen lässt sich aber eine Präsenz der Tiere sowohl in den Steppen- als auch in den Waldgebieten Eurasiens annehmen. Eine grobe Grenze kann im Norden etwa in Litauen und der Region um Kaliningrad gezogen werden, für weiter nördlich gelegene Gebiete liegen keine Nachweise vor. Weiter südlich war die Art über das Vorland der Karpaten möglicherweise bis in die heutige Republik Moldau anwesend. Nach Osten hin erstreckte sich das Vorkommen dann über die Schwarzmeerregion mit der Halbinsel Krim und den größeren Flusseinzugsgebieten des Dnister, Don und Kuban bis zur Wolga hin. Eventuell war die Ostgrenze am Ural erreicht, über die Südgrenze liegen keine Informationen vor. Auch die Westausdehnung ist schwer fassbar. Hinweise aus mittelalterlichen Schriftquellen machen ein Auftreten über das heutige Polen hinaus nach Deutschland, Dänemark und Frankreich bis zur Iberischen Halbinsel wahrscheinlich.

## Lebensweise
Die Lebensweise des Tarpans ist weitgehend nur über historische Berichte rekonstruierbar, sie dürfte sich aber nur wenig von der des heutigen Hauspferdes oder des Przewalski-Pferdes unterschieden haben. Nach Samuel Gottlieb Gmelin lebten die Tiere in Gruppen, die von einem Hengst angeführt wurden (nach Gmelin sei der Hengst von den Gruppenmitgliedern „erwählt“ worden, aus heutiger Sicht sollte er sich, wie auch bei anderen gruppenlebenden Pferden, die Position erkämpft haben). Die Größe der Herden beläuft sich laut Peter Simon Pallas auf fünf bis zwanzig Tiere, Charles Hamilton Smith erwähnt allerdings auch Zusammenschlüsse von mehreren hundert Individuen. Heranwachsende männliche Jungtiere wurden gemäß Pallas vom dominanten Hengst vertrieben, worauf sie einzelgängerisch herumstreiften, bis sie eine eigene Herde gründeten, was Hamilton Smith bestätigen kann. Des Weiteren konnte der Tarpan nach Gmelin sehr schnell werden, war überaus scheu und flüchtete beim leisesten Geräusch. Belsazar Hacquet gibt wiederum an, dass die Tiere absolut unzähmbar gewesen seien und sich hartnäckig und mutig gegen Raubtiere verteidigten. Von Hamilton Smith werden die Lautäußerungen vermerkt, die schriller und lauter als die des Hauspferdes gewesen seien. Vor Gefahr flüchtende Herden wären sehr schnell. Der Hengst bildete den Abschluss und beschützte seine Gruppe gegen Angreifer wie Bären und Wölfe mit Huftritten. Hamilton Smith beschreibt außerdem jahreszeitliche Wanderungen, während des Sommers begaben sich die Tiere nordwärts und zogen sich im Herbst wieder in den Süden zurück. Als Lebensraum hebt Pallas die quellenreiche Gebirgslagen hervor. Im Winter würde der Tarpan jedoch höhere Lagen aufsuchen, die durch Winde vom Schnee befreit waren, um dort Nahrung zu suchen. Darüber hinaus erwähnt Gmelin, dass der Tarpan häufig die Heulager der Bauern plünderte. Außerdem käme es nicht selten zu einer Verpaarung mit Hauspferdstuten, ein Umstand, auf den auch Pallas aufmerksam macht.

## Systematik

### Allgemeine Einordnung
Der Tarpan ist eine Art aus der Gattung der Pferde (Equus). Er gehört damit zu den modernen Vertretern der Familie der Pferde (Equidae). Innerhalb der Gattung kann er gemeinsam mit dem Hauspferd (Equus caballus) und dem Przewalski-Pferd (Equus przewalskii) als eine engere Verwandtschaftsgemeinschaft aufgefasst werden, die als caballine Gruppe bezeichnet wird. Diese setzt sich von den Zebras und Eseln ab, die die stenonine oder nicht-caballine Gruppe bilden. Beide Linien unterscheiden sich unter anderem durch charakteristische Ausprägungen der unteren Molaren. Ihre Trennung fand nach molekulargenetischen Daten vor schätzungsweise rund 3,4 bis 4,4 Millionen Jahren und damit im Pliozän statt. Die genauen Verwandtschaftsverhältnisse der einzelnen Arten der caballinen Gruppe sind noch nicht vollends geklärt. Aus genetischer Sicht bildet der Tarpan aber eine Mischung aus westeurasischen Wildpferden und Hauspferden und hat seinen Ursprung möglicherweise im Bereich der heutigen Ukraine. Die Vorfahrenlinie des Hauspferdes hatte sich wiederum von der des Przewalski-Pferdes gemäß genetischer Analysen bereits im Jungpleistozän vor rund 117.000 Jahren abgesetzt, allerdings variieren die Angaben je nach Studie zwischen 45.000 und 364.000 Jahren.

### Zur Nomenklatur
Es besteht eine Diskussion über die genaue systematische Einordnung des Tarpans. Zumeist im Verlauf des 20. Jahrhunderts galt es als der Art Equus caballus, dem Hauspferd, oder der Art Equus ferus zugehörig; letztere wurde häufig umgangssprachlich als „Wildpferd“ bezeichnet. Einzelne Autoren sahen auch die Bezeichnung Equus przewalskii als gültigen Artnamen für den Tarpan an. In der Regel wurde der Tarpan als Unterart eingestuft, so dass sich sowohl Equus caballus ferus als auch Equus ferus ferus relativ häufig in der wissenschaftlichen Fachliteratur finden. Die Abtrennung der beiden Artnamen voneinander war jedoch zumeist uneindeutig. Dies kann damit begründet werden, dass beide teilweise als synonym zueinander betrachtet wurden. Die Bezeichnung Equus caballus geht auf Linnaeus zurück. Er benutzte sie im Jahr 1758 in seinem Werk Systema Naturae, bezog sich aber auf das Hauspferd (caballus aus dem Lateinischen für „Pferd“ beziehungsweise caballo für „reitend“). Equus ferus wiederum wurde im Jahr 1758 von Pieter Boddaert etabliert, der dabei auf ein Wildpferd der russischen Steppen verwies (ferus aus dem Lateinischen für „wild“ oder „ungezähmt“). Dieses war zuvor in verschiedenen historischen Berichten als Tarpan bezeichnet worden. Der Name Equus przewalskii dagegen wurde erst im Jahr 1881 durch Iwan Semjonowitsch Poljakow wissenschaftlich eingeführt. In der folgenden Zeit resultierte aus der Annahme, dass das „Wildpferd“ die Ausgangsform für die Domestikation des Hauspferdes sei, eine uneinheitliche Nutzung der Namen unter Fachwissenschaftlern. Jedoch hatte die ICZN, welche die für die zoologische Nomenklatur zuständige Institution darstellt, bereits im Jahr 1954 die Nominatform der Gattung Equus mit Equus caballus festgelegt. Sie berief sich dabei auf die Prioritätsregel und stützte damit die Erstbenennung des Hauspferdes durch Linnaeus 1758. Um der weiteren variablen Benennung von Hauspferd und „Wildpferd“ einschließlich anderer Haus- und Wildtiere zu begegnen, beantragte eine Gruppe von Wissenschaftlern im Jahr 2003 eine gesonderte Regelung für die von Linnaeus eingeführten wissenschaftlichen Bezeichnungen von Haustieren. Normalerweise werden die Haustiere in der modernen zoologischen Systematik nicht in die bestehenden Namenskonventionen einbezogen, die auf Linnaeus basierenden Artbezeichnungen für domestizierte Formen bilden aber eine Ausnahme, da sie bereits seit über 200 Jahren rege in Gebrauch sind. Die durch die Wissenschaftler aufgestellte sogenannte Opinion 2027 wurde von der ICZN anschließend als Case 3010 verhandelt und beschlossen. Dadurch erfolgte eine Konservierung der durch Linnaeus geprägten Haustiernamen, was sie prinzipiell nutzbar macht. Somit ist es Wissenschaftlern und Autoren erlaubt, den Namen für eine wildlebende oder domestizierte Form zu wählen, sofern zwei Artbezeichnungen zur Verfügung stehen. Der Case 3010 setzt allerdings nicht die Prioritätsregel außer Kraft, wonach die Typusform von Equus mit Equus caballus festgelegt ist. Die Bezeichnung Equus caballus ferus setzt damit voraus, dass das Hauspferd und der Tarpan eine gemeinsame Art bilden, während Equus ferus wiederum die Unabhängigkeit des Tarpans vom Hauspferd bedingt. Eine Benennung des Hauspferdes als Equus ferus caballus, in der Vergangenheit häufig verwendet, ist aufgrund der Prioritätsregel nicht möglich. Gleiches gilt für Equus przewalskii ferus.
Der Tarpan, das Hauspferd und das Przewalski-Pferd wurden im Verlauf des 20. Jahrhunderts teilweise als conspezifisch angesehen, auch wenn die jeweilige Artbenennung variierte. Als Indikator für die extrem nahe Verwandtschaft kann die uneingeschränkte Fortpflanzungsfähigkeit angesehen werden, die für das Przewalski-Pferd und das Hauspferd belegt, für den Tarpan und das Hauspferd zumindest über historische Überlieferungen als sehr wahrscheinlich anzunehmen ist. Wie bereits erwähnt, liegen vom Tarpan keine genetischen Daten vor. Das Hauspferd und das Przewalski-Pferd bestehen wenigstens seit dem späten Pleistozän als eigenständige Linien. Beide unterscheiden sich nicht nur hinsichtlich ihrer anatomischen Merkmale, auch cytogenetisch zeigen sich Differenzen, da letzteres ein zusätzliches Paar an Chromosomen besitzt (66 Chromosomen anstatt 64 wie beim Hauspferd). Colin P. Groves begründete im Jahr 1986 die engen Beziehungen zwischen dem Przewalski-Pferd und dem Tarpan mit einigen anatomisch intermediären Pferden aus einem Gebiet östlich des Urals, die eine sichere Abtrennung beider Pferdevertreter auf Artebene nicht erlaubten. Dadurch repräsentierte das Przewalski-Pferd den östlichen und der Tarpan den westlichen Strang des „Wildpferdes“. Als bedeutende Unterschiede zwischen beiden Formen benannte Groves den beim Przewalski-Pferd durchschnittlich kürzeren Schädel, der zudem mit einem stärkeren Hinterhauptswulst, einem kürzeren Diastema und mit größeren Backenzähne ausgestattet ist als im Vergleich beim Tarpan. In späteren Analysen bezweifelte Groves jedoch die Stellung der intermediären Pferde und hob sowohl das Przewalski-Pferd als auch den Tarpan auf Artniveau. Dies wurde von ihm auch im Jahr 2011 bei der Revision der Systematik der Huftiere, die er zusammen mit Peter Grubb erstellt hatte, hervorgehoben. Dadurch können alle drei Pferdeformen, das Hauspferd, das Przewalski-Pferd und der Tarpan, als jeweils eigenständige Art angesehen werden.

## Forschungsgeschichte und Etymologie

### Historisches

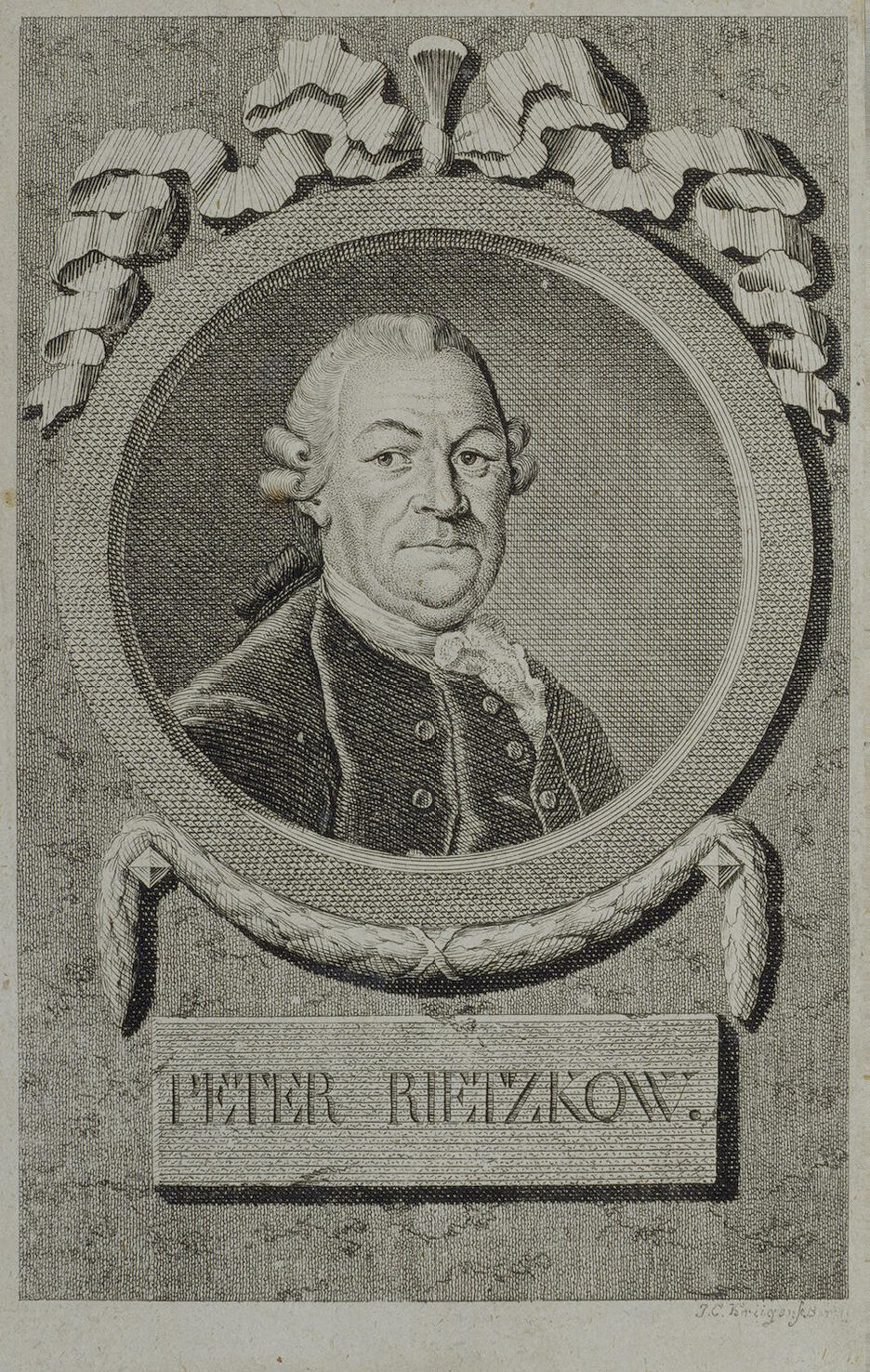
Pjotr Iwanowitsch Rytschkow verwendete erstmals 1762 die Bezeichnung Tarpan in einem wissenschaftlichen Zusammenhang

Einen der frühesten Hinweise auf Wildpferde im heutigen östlichen Europa liefert bereits Herodot im 5. Jahrhundert v. Chr. Im vierten Buch seiner Historien erwähnt Herodot grasende weiße Wildpferde am Fluss Hypanis, der heute mit dem Südlichen Bug in Podolien in der Ukraine gleichgesetzt wird. Es ist jedoch umstritten, ob die Tiere tatsächlich „weiß“ waren, da das griechische Wort λευκός (leukos) auch „hell“ bedeuten kann und somit auf die graue Farbgebung Bezug nimmt. Im Jahr 732 soll Papst Gregor III. den Missionar Bonifazius in das Gebiet des heutigen Deutschlands entsandt haben, um unter anderem den häufigen Verzehr von Haus- und Wildpferdfleisch bei den Thüringern und Sachsen zu unterbinden. Weitere Hinweise liefern Aufzeichnungen von Albertus Magnus aus dem 12. Jahrhundert, ebenso wie solche des Deutschen Ordens aus dem 15. und 16. Jahrhundert; letztere verzeichnen unter anderem Wildpferde in der Umgebung einiger heute polnischer Städte wie Ełk oder Węgorzewo. Im 17. und 18. Jahrhundert mehren sich dann Informationen über Wildpferde im östlichen Europa, was vor allem den zahlreichen reisenden Naturforschern geschuldet ist. Guillaume le Vasseur de Beauplan, ein französischer Ingenieur und Architekt, der in den 1630er und 1640er Jahren weite Teile Polens und der Ukraine kartographierte, erwähnt um 1650 in seinem Werk Description d'Ukraine die Unzähmbarkeit der Wildpferde und lässt sich über deren vermeintlich schlechte Hufe aus.
Sehr umfangreiche Informationen über den Tarpan erbrachten die Reisen von Samuel Gottlieb Gmelin und Peter Simon Pallas. Die beiden deutschen Naturforscher hielten sich zur etwa gleichen Zeit in Russland auf und schrieben ihre Erlebnisse während ihrer Expeditionen nieder. Ihre Reisebeschreibungen erschienen jeweils in den 1770er Jahren. Gmelin beobachtete die Pferde bei Woronesch am Don, Pallas an der Samara einem Nebenfluss der Wolga. Beide Regionen liegen im südlichen Russland. Sowohl in Gmelins Werk „Reise durch Rußland“ als auch in Pallas’ Monographie „Reise durch verschiedene Provinzen des Rußischen Reichs“ sind längere Passagen zum Tarpan zu finden. Sie enthalten neben einer Beschreibung der Tiere auch Informationen zur Lebensweise. Nach Pallas’ Meinung handelte es sich bei den von ihm gesehenen Pferden jedoch nicht um Wildpferde, sondern um verwilderte Hauspferde. Er führte sie allerdings auch unter der Bezeichnung Tarpan. Weitere wichtige Informationen tätigte Belsazar Hacquet, ein Arzt bei der österreichischen Armee, der sich um 1760 während des Siebenjährigen Krieges in der Region bei Zamość im südlichen Polen aufhielt. Der polnische Schriftsteller Kajetan Kozmian besuchte das gleiche Gebiet rund ein viertel Jahrhundert später und machte ebenfalls Angaben zum Tarpan. Zuletzt sei noch Charles Hamilton Smith erwähnt, in dessen 1841 erschienenen Buch The Natural History of the Horse nicht nur der Tarpan eine umfangreiche Abhandlung erfährt, sondern auch einige der frühesten Hinweise auf das Przewalski-Pferd zu finden sind.

### Erstbeschreibung

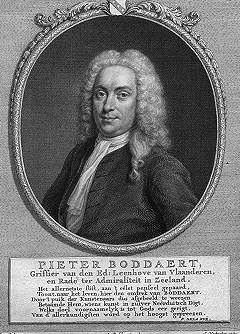
Pieter Boddaert führte 1785 die wissenschaftliche Bezeichnung Equus ferus ein

Die wissenschaftliche Erstbeschreibung des Tarpans als Equus ferus erstellte der niederländische Zoologe Pieter Boddaert im Jahr 1785 im Rahmen seines Werkes Elenchus Animalium. Als besondere Merkmale hob er für seine neue Art das schwarzgrau gefärbte Körperfell, die kurze lockige Mähne, den kurzen Schwanz und die langen Ohren hervor. Als Basis dienten Boddaert vor allem die Aufzeichnungen von Gmelin und Pallas. Neben Woronesch in Russland gab er noch zusätzlich Arabien, die Tatarei und Festlandchina als Verbreitungsgebiet an. Heute gilt erstere Lokalität als die Terra typica des Tarpan. Ein teilweise gebrauchtes Synonym ist Equus gmelini. Dieses geht auf Otto Antonius zurück, der die Bezeichnung im Jahr 1912 schuf und damit Gmelin ehrte. Als Begründung gab Antonius die eher eselartige Gestalt des Tarpans an, die seiner Meinung nach aus dem großen Kopf und den langen und schlanken Gliedmaßen entstand. Er stützte sich wie Boddaert auf Gmelins Beschreibungen, bezog aber auch die wenigen, in der zweiten Hälfte des 19. Jahrhunderts gefangenen Individuen sowie die zwei bekannten Skelette mit ein.

### Steppentarpan und Waldtarpan
Eine länger anhaltende Debatte wird zu der Frage geführt, ob dem Tarpan - neben der gelegentlichen Eingliederung des Przewalski-Pferdes in die Art - mehrere Unterarten zuzuweisen seien. Hierbei handelt es sich um die Aufteilung in einen „Steppentarpan“ und einen „Waldtarpan“. Die Erstbeschreibung des Tarpans von Pieter Boddaert 1785 bezog sich auf Tiere aus den osteuropäischen Steppengebieten. Julius von den Brinken, seinerzeit Hauptförster des Königreichs Polen, führte im Jahr 1828 die Bezeichnung Equus sylvestris für den Tarpan des Białowieża-Waldgebietes ein. Der Name wurde in der Folgezeit häufig für den „Waldtarpan“ gebraucht. Dem „Waldtarpan“ wird in der Regel ein kleinerer und leichterer Körperbau zugeschrieben, verbunden mit einem kürzeren Gesichtsanteil am Schädel und kürzeren Gliedmaßen, zudem auch mit einer stärkeren Ausbleichung des Fells im Winter. Das Verbreitungsgebiet umfasste demnach die ost- und mitteleuropäischen Waldgebiete, wie weit es nach Westen reichte, ist unbekannt. Auch kann momentan nicht beantwortet werden, inwiefern sich einzelne römische und weitere historische Berichte – zitiert von Hamilton Smith 1841 – über einen in West- und Mitteleuropa auftretenden stämmigen Wildpferdtyp mit breitem Kopf, starkem Unterkiefer und robustem Körperbau auf den „Waldtarpan“ beziehen. Als einer der eifrigsten Verfechter der Abtrennung des „Waldtarpans“ vom „Steppentarpan“ erwies sich Anfang des 20. Jahrhunderts der polnische Forscher Tadeusz Vetulani. Dieser hatte im Jahr 1927, also gut einhundert Jahre nach von den Brinken, für den Tarpan des Białowieża-Waldgebietes den wissenschaftlichen Namen Equus gmelini silvaticus geprägt. Zur Untermauerung seiner Ansicht zog Vetulani neben Überlieferungen auch zahlreiches Schädelmaterial heran, dessen Bezug zum Tarpan aus heutiger Sicht nicht immer eindeutig ist. Vetulani nahm an, dass die zunehmende Bewaldung in Mitteleuropa nach der Weichsel-Kaltzeit zu einem an Wälder angepassten Wildpferdtypus führte. Gelegentlich wurde die Aufteilung des Tarpans in eine Wald- und Steppenform auch nach dem Zweiten Weltkrieg noch aufgegriffen, so unter anderem von Wladimir Georgijewitsch Heptner in den 1950er und 1960er Jahren, teilweise auch von Colin P. Groves in den 1980er Jahren. In späteren Arbeiten verzichtete Groves jedoch auf die Abtrennung und verwies darauf, dass keine nennenswerten Gründe dafür existieren.

## Tarpan und Mensch

### Ausrottung und deren Gründe
Der Rückzug des Tarpans aus seinem einst weiten Verbreitungsgebiet begann schon sehr früh. In Dänemark soll er bis zum 12. Jahrhundert noch in großer Zahl vorgekommen sein und wurde aufwändig gejagt. Wahrscheinlich im Verlauf des Mittelalters oder der frühen Neuzeit war er schon aus den Gebieten des westlichen und zentralen Europa verschwunden. Am längsten hielt er sich in den Wald- und Steppengebieten des östlichen Europa. Aber auch auf dem Gebiet des heutigen Polen und Litauen wurde die Art immer seltener. Hierzu schreibt Kajetan Kozmian im Jahr 1783 anlässlich seines Besuches im Wildpark und fürstlichen Jagdrevier Zamość im südlichen Polen, dass der Tarpan kurz zuvor in freier Wildbahn in Polen ausgerottet wurde. Nur kurz zuvor sollen einzelnen Mitteilungen zufolge die letzten Pferde rund um das Białowieża-Waldgebiet eingefangen und in den Wildpark von Zamość verbracht worden sein. Dadurch war der Tarpan wohl schon vor dem Jahr 1800 nicht mehr in Białowieża anwesend. Ähnlich wie Kozmian drückt sich später auch Julius von den Brinken aus. Nach ihm war der Tarpan in Polen hundert Jahre zuvor noch recht häufig und konnte vierzig Jahre zuvor noch gelegentlich in Litauen gesichtet werden. Der möglicherweise letzte freilebende waldbewohnende Tarpan wurde um 1814 bei Kaliningrad erlegt.
In den osteuropäischen Steppengebieten starb der Tarpan wahrscheinlich um 1880 aus. Als eines der letzten bekannten freilebenden Tiere wurde eine Stute im Jahr 1879 bei Askania Nova in der Ukraine getötet. Aus der jüngsten Phase sind vier Individuen näher bekannt. Ein Tier wurde 1853 als Fohlen bei Melitopol gefangen und wuchs auf einem Gutshof auf. Dessen Schicksal ist durch den Ausbruch des Krimkrieges nicht weiter gesichert. Das zweite Individuum stammte ursprünglich aus einer Herde nahe der Halbinsel Krim und erhielt daher auch die Bezeichnung Krim- oder Taurien-Tarpan. Es wurde Ende der 1850er Jahre gefangen und an den Moskauer Zoo weiter verschenkt, der es aber mangels Unterbringungsmöglichkeiten an die Russische Akademie der Wissenschaften weitergab. Das Tier starb im Alter von rund acht Jahren in Privatbesitz, sein Skelett befindet sich in der Akademie der Wissenschaften. Der Cherson- oder Shatilov-Tarpan, das dritte Exemplar, wurde Mitte der 1860er Jahre bei Cherson wiederum als Fohlen gefangen und wuchs ebenfalls auf einem Gut auf. Im Jahr 1884 gelangte er an den Moskauer Zoo, wo er noch einige Jahre lebte. Von ihm ist als einzigem Tarpan eine Fotografie überliefert. Das Skelett des Tieres wird an der Lomonossow-Universität in Moskau aufbewahrt. Das letzte Individuum, der Dubrowka-Tarpan, starb um 1918 ebenfalls in Gefangenschaft.
Die Ursachen für das Verschwinden des Tarpans sind höchstwahrscheinlich menschlichen Ursprungs. Als ein wichtiger Faktor wird die Jagd gesehen, die im Mittelalter Mitteleuropas dem Adel vorbehalten war. Aus mehreren historischen Berichten ist zudem bekannt, dass zumindest in den Steppengebieten die lokalen Bewohner, vor allem die Tataren und Kosaken, die Pferde als Nahrungsressource nutzten. Darüber hinaus soll der Tarpan des Öfteren Heuballen geplündert und freilaufende Hauspferde getötet oder in seine eigene Gruppe getrieben haben. Außerdem nutzte er die gleichen Wasserquellen wie das Hauspferd, die in den Steppenregionen eher rar sind. Dadurch bestand neben dem Jagddruck offensichtlich zusätzlich ein Konflikt mit den lokalen Bauern, was letztendlich in der Ausrottung der Art resultierte.

### Domestikation

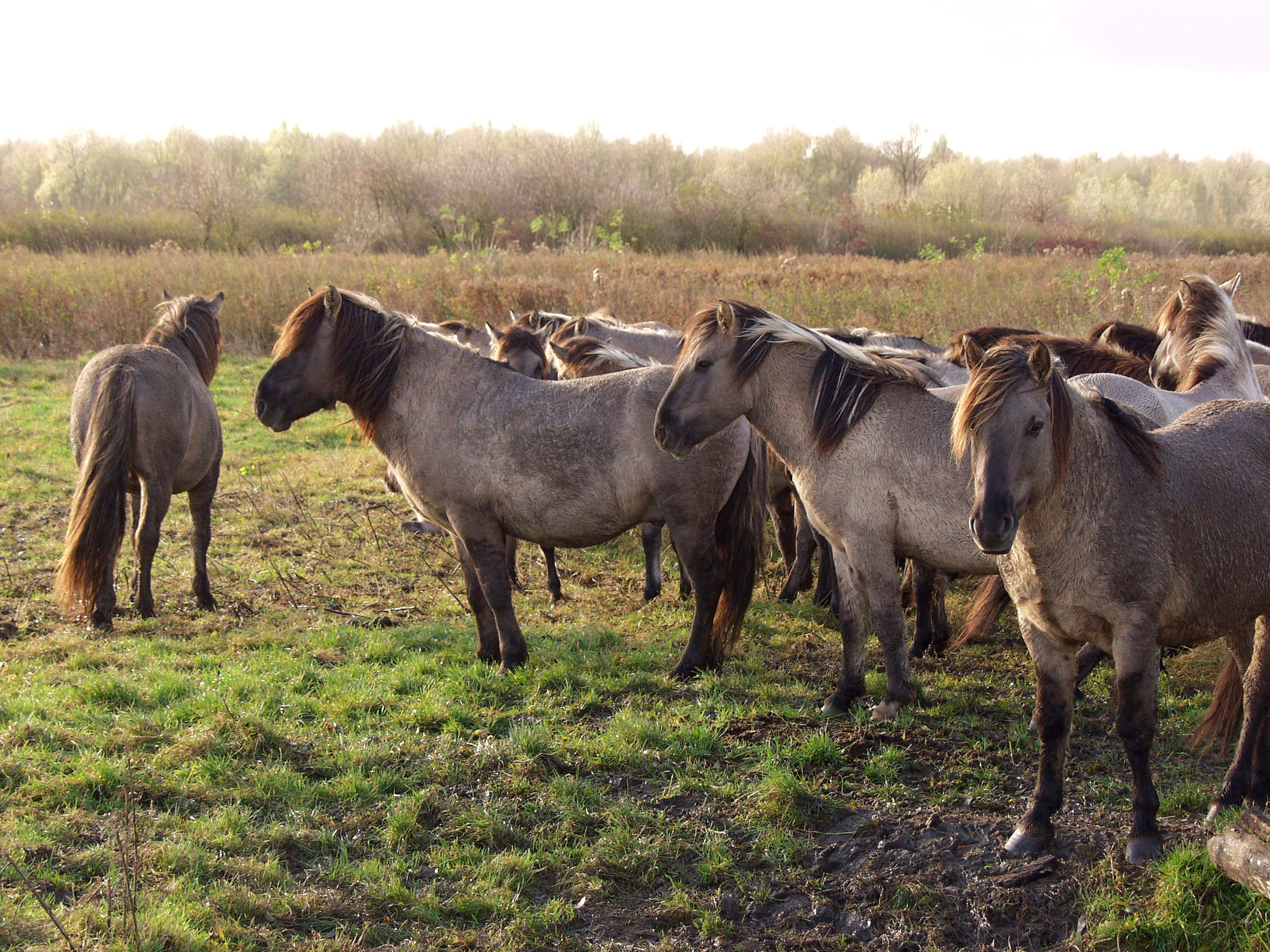
Koniks, eine Hauspferdrasse, der Ähnlichkeit mit dem Tarpan nachgesagt wird

Die Domestizierung von Pferden aus wildlebenden Vorgängern erfolgte in einem Zeitraum von etwa 4000 bis 3000 v. Chr. Als eines der wichtigsten Zentren erwies sich Zentralasien, wo im heutigen nördlichen Kasachstan um rund 3500 v. Chr. die Botai-Kultur entstand. Diese endneolithisch-kupferzeitliche Kulturgruppe gründete auf der Verwendung des Pferdes als Nahrungs- und Rohstofflieferant. Charakteristisch abgenutzte Prämolaren der Pferde verweisen auf die Nutzung von Trensen, so dass die Tiere möglicherweise schon zum Reiten eingesetzt wurden. Für das Steppenvolk, das nicht über radgestützte Zugmittel oder, mit Ausnahme des Hundes, über Haustiere verfügte, bedeutete dies wohl eine wichtige Mobilitätssteigerung. Genetische Analysen aus dem Jahr 2018 zeigten auf, dass die Pferde der Botai-Kultur die Schwestergruppe des Przewalski-Pferdes darstellen. Die an den Untersuchungen beteiligten Wissenschaftler schlussfolgern daraus einen Ursprung des Przewalski-Pferdes aus den Botai-Pferden, welche nach dem Untergang der Botai-Kultur verwilderten. Demnach käme das Przewalski-Pferd nicht mehr als Ausgangsform für die Domestikation des Hauspferdes in Frage. Des Weiteren wird die mögliche Domestizierung des Pferdes durch die Träger der Botai-Kultur teilweise in Frage gestellt.
Nach der Analyse des Jahres 2018 bilden die Pferde der Botai-Kultur somit nicht die Stammgruppe des Hauspferdes. Das Hauspferd muss daher an anderer Stelle erneut domestiziert worden sein. Zeit und Ort konnten lange Zeit weder genetisch noch archäologisch-zoologisch näher bestimmt werden. Als mögliche Ursprungsorte wurden unter anderem der pontisch-kaspische Steppenraum, das östliche Anatolien, die Iberische Halbinsel, die Levante und der westliche Iran erwogen. Ob und inwiefern der Tarpan daran beteiligt war, bildete Grundlage eines ausführlichen Diskurses. Eine genetische Studie aus dem Jahr 2021 zeigte dann auf, dass sich das heutige Hauspferd auf eine Ausgangsgruppe zurückführen lässt, die etwa um 3000 v. Chr. im westlichen Eurasien entstand. Eventuell steht dies mit den spätneolithischen Komplexen der Maikop- oder Jamnaja-Kultur des Schwarzmeergebietes im Zusammenhang. Spätestens um rund 2200 v. Chr. breiteten sich domestizierte Pferde auch außerhalb der Steppengebiete aus, diskutiert wird hier ein Zusammenhang mit der paneuropäischen Gruppe der Schnurkeramik. Das heutige Hauspferd besitzt eine ausgesprochen diverse mitochondriale DNA, während gleichzeitig auf dem Y-Chromosom eine geringere Vielfalt nachweisbar ist. Dies legt nahe, dass zur Herausbildung des Hauspferdes wesentlich weniger Hengste als Stuten verwendet wurden und dass lokale Introgression durch Wildpferdstuten sowie mögliche lokale Domestikationsprozesse zur großen mitochondrialen Diversität des Hauspferdes führten.
Abseits von dieser frühen Domestikation des Hauspferdes wird von einigen Hauspferdrassen teilweise angenommen, dass es sich um Abkömmlinge des Tarpans handelt. Dazu gehören vor allem das Konik, eventuell auch das Exmoor-Pony und das Dülmener Pferd. Die Vermutung beruht allerdings zumeist auf Schädel- und Skelettmerkmalen sowie auf historischen Berichten. So soll im Falle des Konik der ursprünglich im fürstlichen Jagdrevier von Zamość gehaltene Bestand des Tarpans um 1806 aufgrund wirtschaftlicher Schwierigkeiten auf die Bauern der Biłgoraj-Region verteilt worden und dort angeblich in deren Hauspferde aufgegangen sein, was allerdings teilweise auch bezweifelt wird. Weiterführende Belege für die Annahmen einer direkten Herleitung des Koniks und anderer ursprünglicher Hauspferdrassen aus dem Tarpan sind bisher nicht aufgezeigt worden; nach genetischen Studien am Hauspferd kann keiner dieser Rassen eine Sonderstellung zugesprochen werden.

### Vermischung mit Hauspferden
Sehr wahrscheinlich handelt es sich nicht bei allen beschriebenen wilden Pferden des osteuropäischen Raumes um tatsächliche Wildpferde, sondern um verwilderte Hauspferde oder Hybride. Unter anderem wurde von manchen polnischen Autoren aus dem 18. Jahrhundert angegeben, die wilden Pferde des Landes hätten Hufprobleme, was zu verkrüppelten Beinen führte, weshalb sie annahmen, dass es sich um verwilderte Hauspferde handelte. Andere zeitgenössische Autoren wie etwa Peter Simon Pallas gingen noch weiter und behaupteten, sämtliche wilden Pferde von der Wolga bis zum Ural seien verwilderte Hauspferde. Dagegen hielt das beispielsweise Charles Hamilton Smith für zu spekulativ und ging von der Fortexistenz wilder, undomestizierter Pferde im 19. Jahrhundert aus.
Wie stark sich der Tarpan mit dem Hauspferd vermischte, ist Gegenstand der Diskussion. Tatsächlich gelangten nach Kriegen des Öfteren Militärpferde in die Wildnis, da sie nicht mehr benötigt wurden. Auch entführten Tarpanhengste Hauspferdstuten und töteten konkurrierende Hauspferdhengste. Nicht selten wurde im 18. und 19. Jahrhundert von wilden Pferden mit abweichenden Fellfarben berichtet, ebenso von Herden, in denen sich eindeutige Hauspferdstuten befanden. Pallas beschrieb zwar einerseits Pferde mit Wildmerkmalen wie großen Köpfen, spitzen Ohren oder kurzer krauser Mähne und Schwanz, aber auch Farben wie Grau und Schimmel oder helle Gliedmaßen, was häufig als Domestikationsmerkmal gesehen wird.
Aufgrund dessen hielt beziehungsweise hält eine Vielzahl von Autoren die Tarpane der letzten beiden Jahrhunderte für eine wilde Mischlingspopulation oder gar verwilderte Hauspferde. Dies wird auch beispielsweise für den Cherson-Tarpan diskutiert, dessen hängende Mähne bis zu 48 cm maß. Andere Autoren betrachten diese Frage kritischer und als nicht abschließend geklärt. So kommt auch beim Przewalski-Pferd unter anderem im Wechsel vom Sommer- zum Winterfell eine Hängemähne vor. Als Argument gegen eine sehr starke Durchmischung des Tarpans führt unter anderem Wladimir Georgijewitsch Heptner an, dass die Art im 19. Jahrhundert im südlichen Russland recht einheitliche Merkmale zeigte. Außerdem gäbe es keine Berichte darüber, dass Hauspferdhengste Tarpanherden übernommen hätten. Allerdings vermerkt Heptner auch in einzelnen Regionen einen stärkeren Hybridisierungsgrad. Nur wenige Wissenschaftler gehen von allen historisch als Tarpan bezeichneten Tieren als reine, echte Wildtiere aus.

### Abbildzüchtung

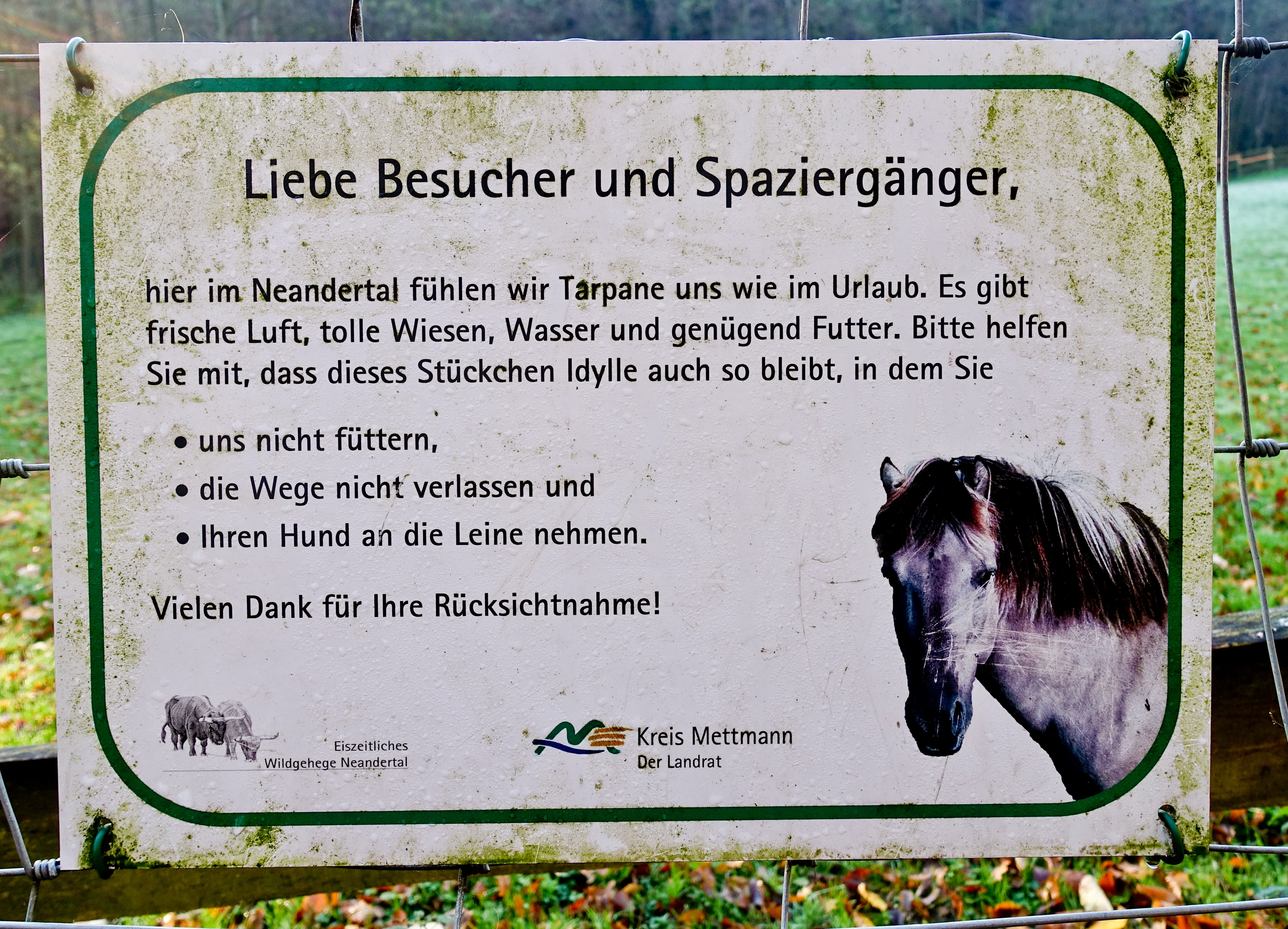
Im Wildgehege Neandertal (sowie etlichen anderen Tierparks in Deutschland) wird der Eindruck vermittelt, der Tarpan würde noch existieren. Die dortigen Tiere sind jedoch Heckpferde

Es gab mehrere Bestrebungen, den Tarpan mit Hilfe von Abbild- oder „Rückzüchtung“ zu rekonstruieren. Die bekannteste ist das Heckpferd, die die Brüder Heinz und Lutz Heck in den 1930er Jahren starteten. Gegründet wurde das Projekt auf dem Przewalski-Pferd und verschiedenen Ponyrassen. Dadurch kam bereits 1933 ein erstes graugefärbtes Fohlen zur Welt. Teilweise werden die Tiere bis heute als „Tarpan“ bezeichnet. Ein weiteres Vorhaben initiierte Tadeusz Vetulani ebenfalls in den 1930er Jahren. Sein Ziel war es, den „Waldtarpan“ wieder im Białowieża-Waldgebiet einzuführen. Hierzu verwendete er das Konik, von dem er mehrere Exemplare im Biłgoraj-Gebiet einfangen und in ein 4 ha großes umzäuntes Schutzgebiet in der Umgebung des Urwaldes verbringen ließ. Die Arbeiten konnten mit einer Unterbrechung durch den Zweiten Weltkrieg – während dem das Projekt von sowjetischer und teils deutscher Seite betrieben wurde – in den 1950er Jahren wieder aufgenommen werden. Nach Vetulanis Tod 1952 verlagerte es die polnische Regierung nach Popileno im Nordosten Polens, wobei die Pferdegruppe aufgeteilt wurde. Das „Rückzüchtungsprojekt“ insgesamt lief in den 1970er Jahren aus, die Pferde dienten folgend zur Zuchterhaltung des Koniks.